# Ponte Dicle

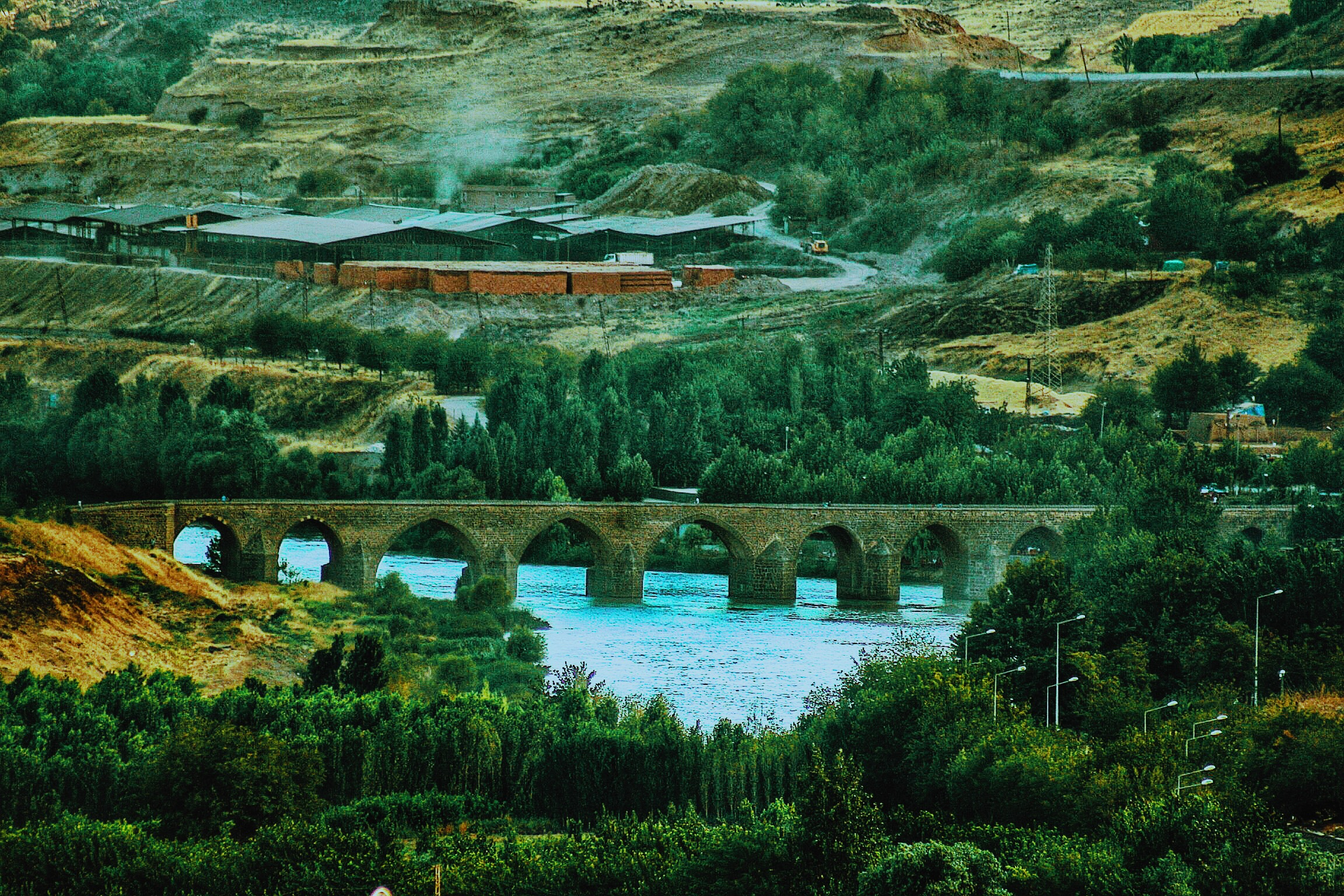
Veduta del Ponte Dicle, 2016

Il Ponte Dicle (in turco Dicle Köprüsü; in curdo Pira Dehderî‎) è un ponte storico di Diyarbakır sul fiume Tigri (turco: Dicle), nel sud-est della Turchia. Completato nel 1065, conta dieci arcate per una lunghezza totale di 178 m. Per questo motivo, è chiamata localmente anche "On Gözlü Köprü". / Pira Dehderî" (letteralmente: Ponte dei Dieci Archi). Un altro nome è quello di Ponte di Silvan, a causa della sua posizione sulla strada per Silvan.

## Descrizione
Il ponte fu commissionato da Nizam al-Din e Muyyid al-Dawla durante la dinastia curda dei Marwanidi (990-1085) del Diyar Bakr, e fu costruito dall'architetto Yusuf figlio di Ubeyd figlio di Sandjar nel 1065, come indicato in due righe di scrittura cufica nell'iscrizione montata sulla facciata meridionale del ponte.
Il ponte si trova a sud della città, a 3 km da Mardinkapı/Deriyê Mêrdînê (letteralmente: Porta di Mardin). La sua posizione è la più vicina alla città, considerate le anse e il corso del fiume e la velocità di scorrimento dell'acqua. Costruito con pietre vulcaniche nere, il ponte è lungo 178 m e largo 5,60 m, con variazioni in alcuni punti. La campata più lunga delle dieci arcate misura 14,70 m.
A causa delle sue caratteristiche storiche, il traffico motorizzato sul ponte è stato sospeso dopo la costruzione del Ponte di Marwanidi (turco: Mervaniler Köprüsü; curdo: Pira Merwaniyan), o come inizialmente chiamato Ponte Bağıvar, nel novembre 2009. Il nuovo ponte è stato costruito a circa 1 km a sud del ponte Dicle, abbastanza lontano da non rovinare la vista del vecchio ponte.